# Partito Radicale di Sinistra
Il Partito Radicale di Sinistra (in francese Parti Radical de Gauche – PRG) è un partito politico francese di orientamento social-liberale fondato nel 1972.
Nel corso del tempo, ha mutato più volte la propria denominazione:
- Movimento della Sinistra Radical-Socialista (MGRS); all'inizio dipendente dal Partito Repubblicano, Radicale e Radical-Socialista
- Movimento dei Radicali di Sinistra (MRG), dal 1973;
- Partito Radical-Socialista (PRS), nel 1994;
- Partito Radicale di Sinistra, dal 1998.

## Storia
Il PRG nacque a seguito di una scissione del Partito Radicale (o Partito Radicale Valoisien), erede del Partito Repubblicano, Radicale e Radical-Socialista, la principale forza politica francese nella prima metà del XX secolo; fondato su iniziativa di Maurice Faure, René Billières e Robert Fabre, si affermò quasi in concomitanza con il Partito Socialista, con il quale è stato quasi sempre alleato a livello nazionale.
Il PRG superò il 2% dei consensi solo alle elezioni politiche del 1978, eleggendo 10 deputati. In questo stesso anno il partito visse momenti di tensione, perché Robert Fabre venne nominato dal presidente francese Valéry Giscard d'Estaing (UDF) Mediatore della Repubblica, sorta di Difensore Civico Nazionale. Fabre si era caratterizzato per il tentativo di coinvolgimento nel partito dei "gollisti di sinistra", suscitando le critiche della parte del partito più vicina ai socialisti.
Il PRG, nonostante i non brillanti risultati elettorali, grazie agli accordi con gli altri partiti di sinistra, ha sempre ottenuto una sua rappresentanza in Parlamento, andando dai 6 ai 14 deputati.
Nel 1981 il PRG subì la scissione operata da Guy Gennesseaux, che darà vita al Partito Democratico Francese, confluito, nel 1985, nel Partito Liberal Democratico, che nel 1986 aderirà al Partito Repubblicano, a sua volta confluito prima nell'UDF e poi nell'UMP.
Alle elezioni europee del 1994, il PRG diede vita alla lista Énergie Radicale, guidata dall'estroso uomo d'affari Bernard Tapie. La lista ottenne il 12,4% dei consensi, rischiando di superare il PS che si fermò al 14%. Gli scandali relativi agli affari di Tapie resero, però, il risultato del 1994 un evento del tutto isolato nella storia dei radicali di sinistra.
Il PRG non ha quasi mai potuto costituire un gruppo parlamentare autonomo. Tra il 1997 ed il 2002, alla Camera, ha preso parte al gruppo Radicali, cittadini e verdi, insieme ai Verdi e al MRC. Nel 2002 ha aderito, invece, al gruppo dei Socialisti.
Alle elezioni legislative del 2007 i radicali di sinistra hanno eletto 9 deputati: in due circoscrizioni dove si presentavano autonomamente sono riusciti ad eleggere due candidati, Jacques Desallangre, dipartimento Aisne, eletto col 54,5% al 2º turno battendo il candidato UMP e Annick Girardin, dipartimento di Saint-Pierre e Miquelon, eletta al 2º turno con il 51,2 % battendo il candidato dell'UMP.
Altri 7 candidati del PRG sono stati eletti in accordo col PS: Gérard Charasse, Joël Giraud, Paul Giacobbi, Dominique Orliac, Chantal Robin-Rodrigo, Sylvia Pinel, Christiane Taubira.
Al Senato il PRG ha sempre fatto parte del Raggruppamento Democratico e Sociale Europeo (RDGE), fondato nel 1892 come Sinistra Democratica. RDGE è il più antico gruppo parlamentare francese e ha, da sempre, raccolto le variegate anime radicali. Oggi il gruppo rappresenta un certo anacronismo storico siccome i senatori del PRG sono spesso eletti con il "secondo" voto dei socialisti, mentre i senatori del PR sono addirittura eletti nelle file dei conservatori dell'UMP.
Alle elezioni presidenziali del 2012 il partito sostenne il candidato socialista François Hollande, eletto al secondo turno contro il presidente uscente Nicolas Sarkozy.
In occasione delle elezioni legislative del 2017 il partito elesse 7 deputati: di questi, 4 (Anne Blanc, Joël Giraud, Jacques Krabal e Stéphane Mazars) si iscrissero al gruppo di La République En Marche; 3 (Jeanine Dubié, Annick Girardin e Sylvia Pinel) confluirono nel gruppo dei non iscritti.
Nel dicembre 2017 la formazione si è fusa con il Partito Radicale per formare il Movimento Radicale (Social Liberale), salvo ricostituirsi come partito autonomo nel febbraio 2019.
Alle elezioni legislative del 2022 il PRG non ha eletto alcun deputato, scomparendo così dopo cinquant'anni dall'Assemblea nazionale.

## Ideologia
Il PRG si caratterizza come un partito social-liberale.
A livello europeo, è stato un membro osservatore dell'ALDE; in passato con Énergie Radicale aveva dato vita ad un gruppo europeo radicale, denominato "Alleanza Radicale Europea" assieme ai Radicali Italiani. In seguito alle elezioni europee del 2014, l'unica eletta del Partito Radicale di Sinistra ha aderito al gruppo socialista.

## Presidenti
- Robert Fabre (1972–1978)
- Michel Crépeau (1978–1981)
- Roger-Gérard Schwartzenberg (1981–1983)
- Jean-Michel Baylet (1983–1985)
- François Doubin (1985–1988)
- Yvon Collin (1988–1989)
- Émile Zuccarelli (1989–1992)
- Jean-François Hory (1992–1996)
- Jean-Michel Baylet (1996–2016)
- Sylvia Pinel (2016–2017)
- Guillaume Lacroix (dal 2019)

## Parlamentari

### Deputati 1993-1997
- Bernard Tapie (risultati)
- Emile Zuccarelli (risultati)
- Bernard Charles (risultati)
- Jean-Pierre Defontaine (risultati)
- Roger-Gérard Schwartzenberg (risultati)
- Kamilo Gata (risultati)

### Deputati 1997-2002
- Jean-Pierre Defontaine (risultati)
- Gérard Charasse (risultati)
- Bernard Charles (risultati)
- Michel Crépeau (risultati)
- Jacques Dondoux (risultati)
- Robert Honde (risultati)

- François Huwart (risultati)
- Jacques Rebillard (risultati)
- Jean Rigal (risultati)
- Alain Tourret (risultati)
- Roger-Gérard Schwartzenberg (risultati)
- Émile Zuccarelli (risultati)

Al partito aderiscono anche Jean-Paul Nunzi (risultati), eletto in quota PS, e successivamente Christiane Taubira-Delannon, eletta «sans étiquette» e inizialmente iscritta al gruppo socialista.

### Deputati 2002-2007
- Gérard Charasse (risultati)
- Joël Giraud (risultati)
- Émile Zuccarelli (risultati)
- Paul Giacobbi (risultati)

- Jean-Pierre Defontaine (risultati)
- Chantal Robin-Rodrigo (risultati)
- Roger-Gérard Schwartzenberg (risultati)

### Deputati 2007-2012
- Gérard Charasse (risultati)
- Joël Giraud (risultati)
- Paul Giacobbi (risultati)
- Dominique Orliac (risultati)

- Chantal Robin-Rodrigo (risultati)
- Sylvia Pinel (risultati)
- Annick Girardin (risultati)

### Deputati 2012-2017
- Thierry Braillard
- Gérard Charasse
- Jeanine Dubié
- Paul Giacobbi
- Annick Girardin
- Joël Giraud

- Jacques Krabal
- Dominique Orliac
- Sylvia Pinel
- Stéphane Saint-André
- Roger-Gérard Schwartzenberg
- Alain Tourret

Forma un gruppo parlamentare autonomo, cui aderiscono 2 deputati eletti con l'etichetta Divers gauche (Jean-Noël Carpentier e Olivier Falorni) e uno eletto col Centro per la Francia (Thierry Robert). Successivamente aderirà anche Ary Chalus (DVG).

### Deputati 2017-2022
- Jeanine Dubié (risultati)
- Sylvia Pinel (risultati)
- Annick Girardin (risultati)

## Risultati elettorali
| Elezione         | Voti | % | Seggi    |
| ---------------- | ---- | - | -------- |
| Legislative 1973 |      |   | 13 / 577 |
| Legislative 1978 |      |   | 10 / 577 |
| Legislative 1981 |      |   | 14 / 577 |
| Legislative 1986 |      |   | 7 / 577  |
| Legislative 1988 |      |   | 9 / 577  |
| Legislative 1993 |      |   | 6 / 577  |
| Legislative 1997 |      |   | 12 / 577 |
| Legislative 2002 |      |   | 7 / 577  |
| Legislative 2007 |      |   | 7 / 577  |
| Legislative 2012 |      |   | 12 / 577 |
| Legislative 2017 |      |   | 3 / 577  |
| Legislative 2022 |      |   | 0 / 577  |